# میامی هیت
میامی هیت (به انگلیسی: Miami Heat) یکی از تیم‌های حاضر اتحادیه ملی بسکتبال آمریکا ان‌بی‌ای است و مقر آن در میامی ایالت فلوریدا قرار دارد.
مدیر کل این تیم پت رایلی است.

## افتخارات
تا فصل ۱۹۹۵ تیم میامی نتوانسته بود موفقیت چندانی به دست آورد اما در سال ۱۹۹۵ با ورود آلونزو مورنینگ و تیم هاردوی این تیم توانست موفقیت زیادی بدست آورد و به پلی آف (بازی‌های حذفی) برود. از سال ۹۷ تا۲۰۰۱ میامی هیت به راند دوم پلی آف می‌رسید اما هر سال توسط شیکاگو بولز و با حضور مایکل جردن حذف می‌شد. در دو سال پیاپی ۲۰۰۲ و ۲۰۰۳ تیم پسرفت کرد و از حضور در پلی آف بازماند.
در سال ۲۰۰۳ میامی دوین وید را در مراسم درفت انتخاب کرد و حضور وید باعث شد تا میامی دوباره به پلی آف برود. در فصل ۲۰۰۵–۲۰۰۶ شکیل اونیل به تیم میامی منتقل شد و در کنار وید توانستند اولین قهرمانی تیم را بدست بیاورند. از ۲۰۰۷ تا ۲۰۱۰ با انتقال اونیل به فینکس سانز میامی دچار افت شد.

### دوره اوج
در تابستان ۲۰۱۰ مسئولان تیم توانستند لبران جیمز و کریس باش را جذب کنند و با حضور مثلث وید و باش و لبران جیمز تیم توانست موفقیت زیادی کسب کند ولی در فینال توسط دالاس موریکس حذف شد و از قهرمانی بازماند. در فصل ۲۰۱۱–۱۲ میامی در فینال به سد اوکلاهما سیتی تاندر خورد و بازی اول را باخت اما خیلی سریع بازگشت تا اوکلاهما سیتی را شکست دهد و به دومین قهرمانی خود برسد و لبران جیمز جایزه بازیکن ارزشمند فینال را برد در ۲۰۱۲–۱۳میامی دوباره به فینال رفت و در مقابل سن آنتونیو اسپرز توانست دوباره قهرمان شود. اما در فینال ۲۰۱۳–۱۴ دوباره به سد اسپرز خورد ولی این بار نتوانست از پس این تیم بر بیاید و سن آنتونیو قهرمان شد و همین موضوع باعث شد لبران میامی را ترک کند و به تیم سابق خود کلیولند کاوالیرز بازگردد و این موضوع همزمان شد با افت میامی.

## نگارخانه

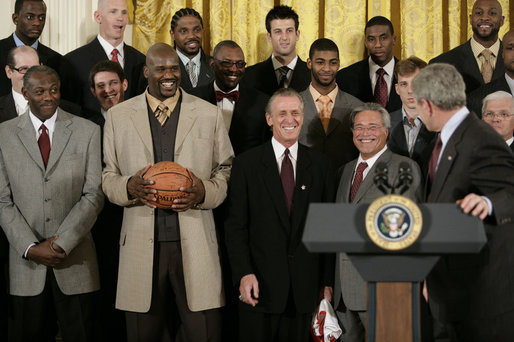
تیم میامی هیت در ضیافتی در کاخ سفید و جرج بوش پس از قهرمانی در فصل ۲۰۰۶ لیگ ان بی ای. در این تصویر شکیل اونیل توپ را در دست دارد.
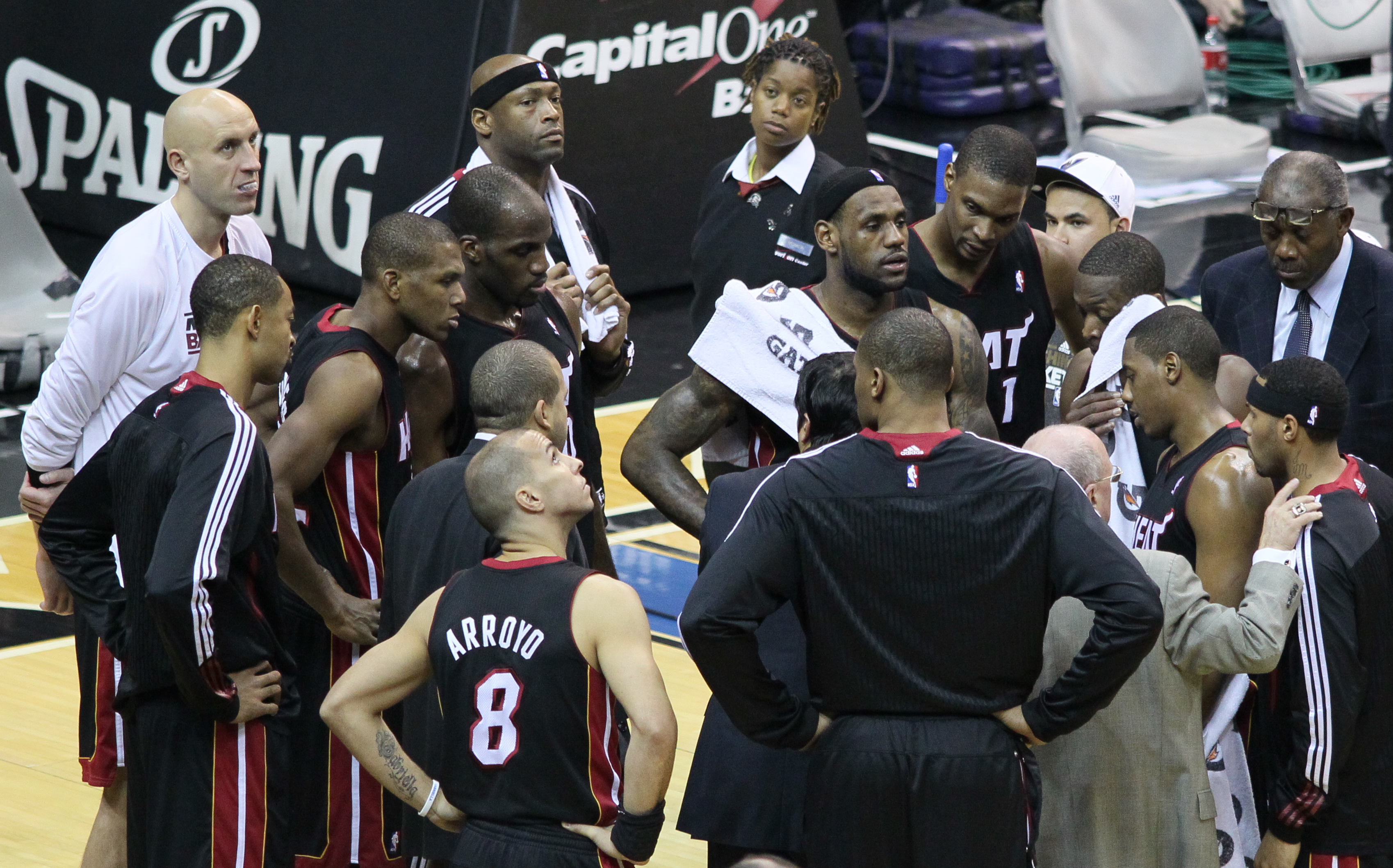
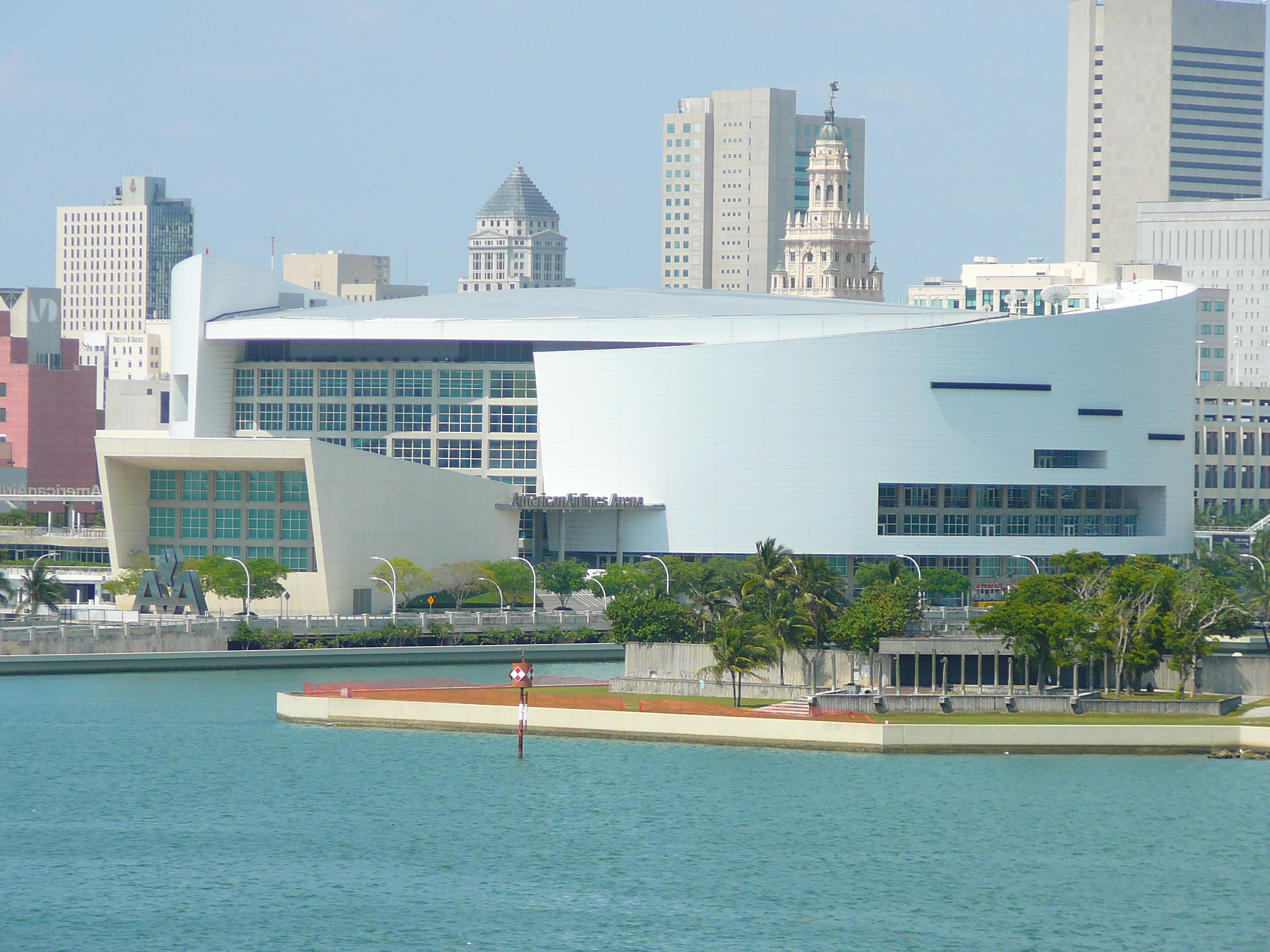
امریکن ایرلاینز آرینا ورزشگاه خانگی هیت
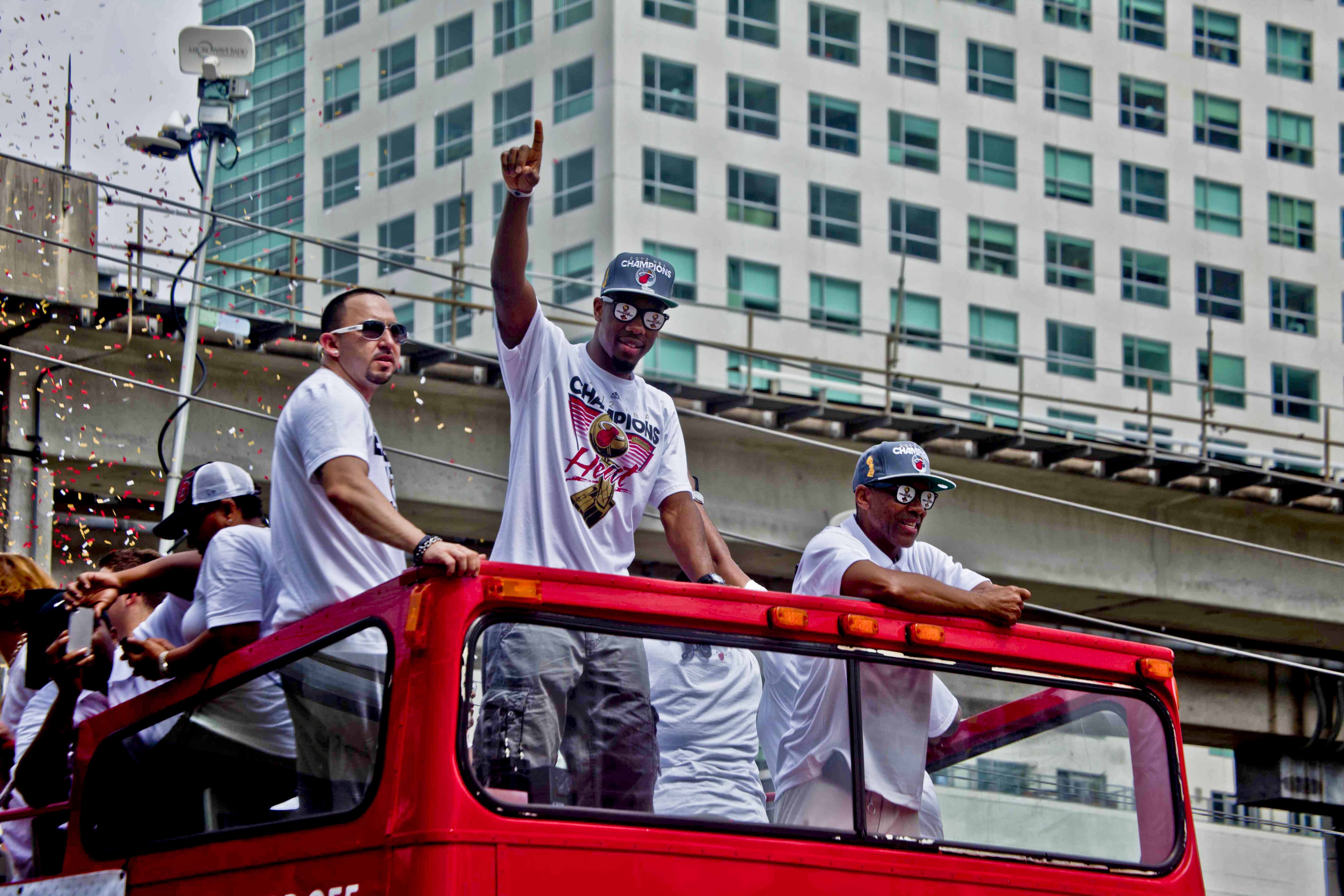
جشن قهرمانی

## طرفداران
در میان مشاهیر، آنا کورنیکوا و انریکه ایگلسیاس از طرفداران بزرگ این تیم محسوب می‌گردند.